# Никитинка (Вяземский район)
Никитинка — деревня в Вяземском районе Смоленской области России. Входит в состав Исаковского сельского поселения. Население — 5 жителей (2007 год).
Расположена в восточной части области в 24 км к востоку от Вязьмы, в 26 км восточнее автодороги Р132 Вязьма — Калуга — Тула — Рязань, в километре от реки Молодки. В 3 км южнее деревни расположена железнодорожная станция Жижало на линии Вязьма — Калуга.

## История
В годы Великой Отечественной войны деревня была оккупирована гитлеровскими войсками в октябре 1941 года, освобождена в марте 1943 года.